# Championnats d'Europe de badminton 2002
Navigation
Glasgow 2000 Genève 2004
Les championnats d'Europe de badminton 2002, dix-huitième édition des championnats d'Europe de badminton, ont lieu du 13 au 20 avril 2002 à Malmö, en Suède.

## Médaillés
| Épreuve       | Or                                     | Argent                              | Bronze                           |
| ------------- | -------------------------------------- | ----------------------------------- | -------------------------------- |
| Simple hommes | Peter Rasmussen                        | Kenneth Jonassen                    | Rasmus Wengberg                  |
| Simple hommes | Peter Rasmussen                        | Kenneth Jonassen                    | Anders Boesen                    |
| Simple dames  | Yao Jie                                | Mia Audina                          | Camilla Martin                   |
| Simple dames  | Yao Jie                                | Mia Audina                          | Brenda Beenhakker                |
| Double hommes | Jens Eriksen / Martin Lundgaard Hansen | Anthony Clark / Nathan Robertson    | Lars Paaske / Jonas Rasmussen    |
| Double hommes | Jens Eriksen / Martin Lundgaard Hansen | Anthony Clark / Nathan Robertson    | Michał Łogosz / Robert Mateusiak |
| Double dames  | Jane F. Bramsen / Ann-Lou Jørgensen    | Pernille Harder / Mette Schjoldager | Nicole Grether / Nicol Pitro     |
| Double dames  | Jane F. Bramsen / Ann-Lou Jørgensen    | Pernille Harder / Mette Schjoldager | Ella Miles / Sara Sankey         |
| Double mixte  | Jens Eriksen / Mette Schjoldager       | Nathan Robertson / Gail Emms        | Chris Bruil / Lotte Jonathans    |
| Double mixte  | Jens Eriksen / Mette Schjoldager       | Nathan Robertson / Gail Emms        | Michael Søgaard / Rikke Olsen    |
| Par équipes   | Danemark                               | Angleterre                          | Pays-Bas                         |

## Tableau des médailles
| Rang | Pays       | Médaille d'or | Médaille d'argent | Médaille de bronze | Total |
| ---- | ---------- | ------------- | ----------------- | ------------------ | ----- |
| 1    | Danemark   | 5             | 2                 | 4                  | 11    |
| 2    | Pays-Bas   | 1             | 1                 | 3                  | 5     |
| 3    | Angleterre | 0             | 3                 | 1                  | 4     |
| 4    | Allemagne  | 0             | 0                 | 1                  | 1     |
| 4    | Pologne    | 0             | 0                 | 1                  | 1     |
| 4    | Suède      | 0             | 0                 | 1                  | 1     |